# Nacré des Magyars
Argynnis laodice
Espèce
Le Nacré des Magyars (Argynnis laodice) est une espèce paléarctique de lépidoptères (papillons) de la famille des Nymphalidae et de la sous-famille des Heliconiinae.

## Description
L'imago d’Argynnis laodice est un papillon de taille moyenne. 
Le dessus des ailes a un fond fauve orangé orné de plusieurs séries de taches noires arrondies. La couleur de fond est plus vive chez le mâle et tire sur le saumon chez la femelle. Le mâle possède deux lignes androconiales près du bord interne de l'aile antérieure, tandis que la femelle possède une petite tache blanche près de l'apex.
Le revers des ailes antérieures est orange clair orné de taches noires, tandis que celui des ailes postérieures est nettement bicolore, avec la moitié basale jaune pâle et la moitié distale violacée, séparées par quelques taches blanches.

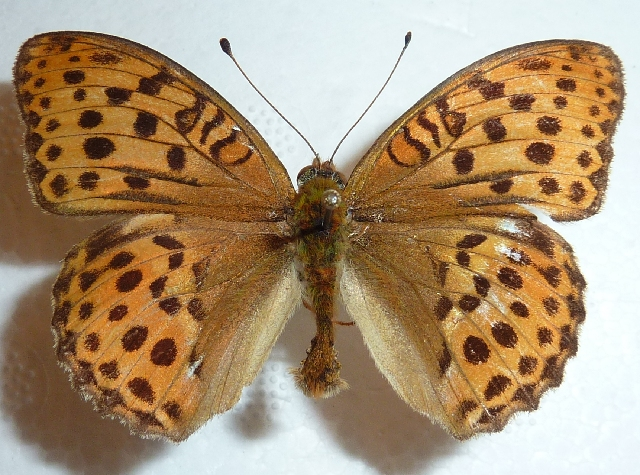
Dessus d'un mâle.
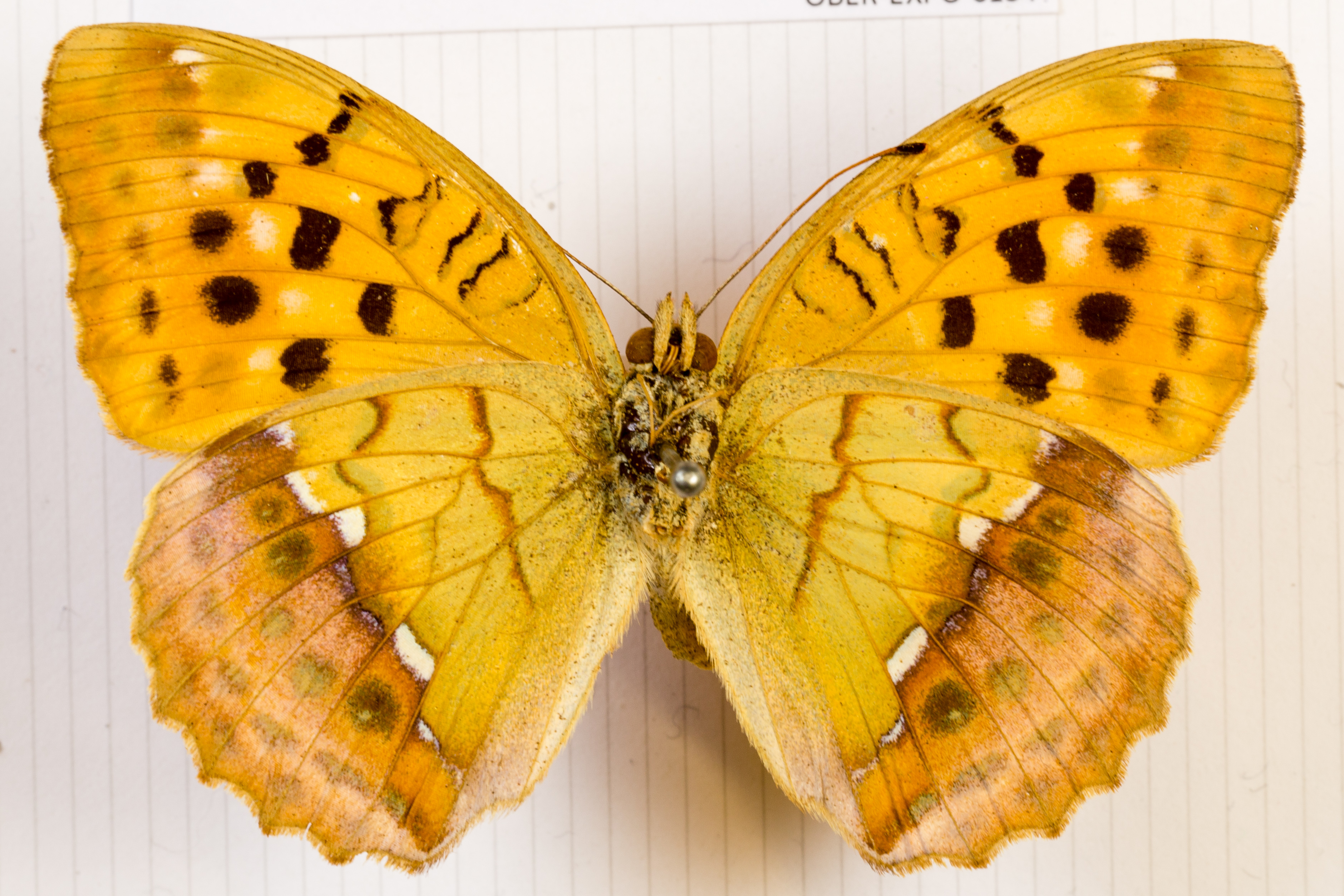
Revers.

## Biologie

### Phénologie
Argynnis laodice est univoltin et ses imagos volent en juillet-août.

### Plantes-hôtes
Sa plante hôte est Viola palustris.

## Distribution et biotopes

### Aire de répartition
Argynnis laodice est assez répandu dans l'écozone paléarctique : son aire de répartition atteint à l'ouest l'Europe centrale (notamment le Nord-Est de l'Allemagne, la Pologne, la Slovaquie et la Hongrie), inclut le Caucase, l'Ouest de la Chine, l'Assam et le Nord de la Birmanie, et atteint à l'est le Japon et l'Extrême-Orient russe,,.
L'espèce est une migratrice occasionnelle dans le Nord de son aire, notamment en Estonie et dans le Sud de la Suède et de la Finlande[réf. souhaitée].

### Biotope
Cette espèce affectionne les prairies humides et les bois clairs.

## Systématique
L'espèce actuellement appelée Argynnis laodice a été décrite par le zoologiste allemand Peter Simon Pallas en 1771, sous le nom initial de Papilio laodice,. Elle a longtemps été classée dans le genre Argyronome, qui est maintenant un synonyme d’Argynnis.
Argynnis laodice a les synonymes suivants :
- Papilio laodice Pallas, 1771 – protonyme
- Papilio cethosia Fabricius, 1793
- Argyronome laodice (Pallas, 1771)

### Sous-espèces
Plusieurs sous-espèces ont été décrites :
- Argynnis laodice laodice (Pallas, 1771) — de l'Europe centrale au Caucase.
- Argynnis laodice japonica Ménétriés, 1857 — au Japon.
- Argynnis laodice rudra Moore, [1858] — au Yunnan et dans le Nord-Est de l'Inde.
- Argynnis laodice samana Fruhstorfer, 1907 — dans l'Ouest de la Chine.
- Argynnis laodice ariana Fruhstorfer, 1907 — dans le Sud du Japon.
- Argynnis laodice fletcheri Watkins, 1924 — Amour et Oussouri.
- Argynnis laodice ferruginea Watkins, 1924 — en Sakhaline.
- Argynnis laodice melloides (Draeseke, 1925)
- Argynnis laodice indroides Tytler, 1940 — dans le Nord-Est de la Birmanie.
- Argynnis laodice tomaridice Bryk, 1942 — aux îles Kouriles.
- Argynnis laodice huochengice (Huang & Murayama, 1992) — au Xinjiang.

## Noms vernaculaires
- En français : le Nacré des Magyars, le Nacré de Pallas.
- En anglais : Pallas' Fritillary, Eastern Silverstripe[2].
- En allemand : Östlicher Perlmuttfalter, Grünlicher Perlmutterfalter[3].